# Karen Tebar
Karen Tebar (* 19. September 1964 in Ludwigsburg, Deutschland) ist eine französische Dressurreiterin.

## Karriere
Tebar stammt aus einer pferdebegeisterten Familie. Im Alter von sechs Jahren begann sie zu voltigieren, erst später widmete sie sich der Dressurreiterei. Ihren ersten Reiterwettbewerb bestritt sie mit zehn Jahren. Von 1979 bis 1986 ritt sie auf Squaw, dem Pferd ihrer Mutter in Dressurprüfungen von A bis St. Georg. Tebars erstes eigenes Pferd war der Wallach Davidoff, den sie selbst ausgebildet und von 1985 bis 1996 in internationalen Prüfungen geritten ist. Anfang der 1990er Jahre lebte Tebar, damals noch Karen Schetter, in Frankreich, ritt in nationalen und internationalen Prüfungen bis Grand Prix. Dort lernte sie auch ihren späteren Ehemann Christophe Tebar kennen. 1993 kehrte sie mit Christophe Tebar nach Deutschland zurück. Ihre Eltern bauten im Welzheimer Wald eine eigene Reitanlage. Seit 2000 trainiert sie unter ihrem Vater Willy Schetter in Kombination mit externen Trainern. So arbeitet sie seit 2014 mit dem Grand-Prix-Ausbilder Jan Nivelle zusammen. 2001 wurde ihr das Goldene Reitabzeichen verliehen. 2003 nahm Tebar die französische Staatsangehörigkeit an und reitet seitdem für Frankreich. Mit Falada M ritt Tebar 2004 bei den Olympischen Spielen in Athen auf Platz 21. 2005 wurde sie mit ihr Elfte bei den Europameisterschaften. 2006 wurde sie französische Meisterin der Dressurreiter. Bei den Weltreiterspielen in Aachen erreichte sie im selben Jahr Platz 25 im Einzel und den achten Platz mit der Mannschaft. Im Mai 2008 war sie auf Rang 17 der Weltrangliste und für die Olympischen Spiele in Hongkong qualifiziert, aufgrund einer Verletzung von Falada musste die Teilnahme allerdings wenige Tage vorher abgesagt werden. 2009 wurde Falada offiziell aus dem Sport verabschiedet.
Im Juni 2015 wurde Karen Tebar mit dem Hannoveraner Rappwallach Don Luis französische Meisterin in der Dressur, mit 76,88 Prozent im Grand Prix Spécial stellte sie damit einen individuellen Rekord auf. Mit Don Luis war sie in Folge Teil der französischen Mannschaften bei den Europameisterschaften 2015 und den Olympischen Spielen 2016.

## Privates
1994 heiratete sie Christophe Tebar, 2001 kam der gemeinsame Sohn Maxim zur Welt.

## Sonstiges
Tebar und ihre Familie erhielten 2006 die Ehrung für 40-jährige Mitgliedschaft im Reiterverein Waiblingen.

## Auszeichnungen
- Goldenes Reitabzeichen, 2001

## Erfolge

### Championate
- Olympische Sommerspiele:
  - 2004, Athen: mit Falada M 21. Platz in der Einzelwertung
  - 2016, Rio de Janeiro: mit Don Luis 8. Platz mit der Mannschaft und 25. Platz in der Einzelwertung

- Weltreiterspiele:
  - 2006, Aachen: mit Falada M 7. Platz mit der Mannschaft und 25. Platz in der Einzelwertung

- Europameisterschaften:
  - 2003, Hickstead: mit Castello L'Ami 60. Platz in der Einzelwertung
  - 2005, Hagen a.T.W.: mit Falada M 7. Platz mit der Mannschaft und 11. Platz in der Einzelwertung
  - 2013, Herning: mit Florentino 8. Platz mit der Mannschaft und 42. Platz in der Einzelwertung
  - 2015, Aachen: mit Don Luis 6. Platz mit der Mannschaft und 12. Platz in der Einzelwertung (Grand Prix Spécial) und 10. Platz in der Einzelwertung (Grand Prix Kür)[2]

### 2008
- CDN Waiblingen, Grand Prix, 1. Platz (Falada M)
- CDIO*** Aachen, Grand Prix Kür, 10. Platz (Falada M)
- CDN Giengen, Grand Prix, 1. Platz (Falada M)
- CDN Giengen, Grand Prix Special, 1. Platz (Falada M)
- CDI***** Lyon, Grand Prix, 8. Platz (Falada M)
- CDI***** Lyon, Grand Prix Special, 3. Platz (Falada M)
- CDI*** Stuttgart, Grand Prix 8. Platz (Falada M)
- CDI*** Stuttgart, Grand Prix Special, 6. Platz (Falada M)
- CDI*** Bremen, Grand Prix, 2. Platz (Falada M)
- CDI*** Bremen, Grand Prix Kür, 2. Platz (Falada M)
- CDI*** Braunschweig, Grand Prix, 1. Platz (Falada M)
- CDI*** Braunschweig, Grand Prix Special, 9. Platz (Falada M)
- CDI*** Stadl-Paura, Grand Prix, 1. Platz (Falada M)
- CDI*** Stadl-Paura, Grand Prix Special, 1. Platz (Falada M)
- CDIO** Saumur, Grand Prix, 1. Platz (Falada M)
- CDIO** Saumur, Grand Prix Special, 2. Platz (Falada M)
- CDIO** Saumur, Sieg im Nationenpreis